# 本八戶站

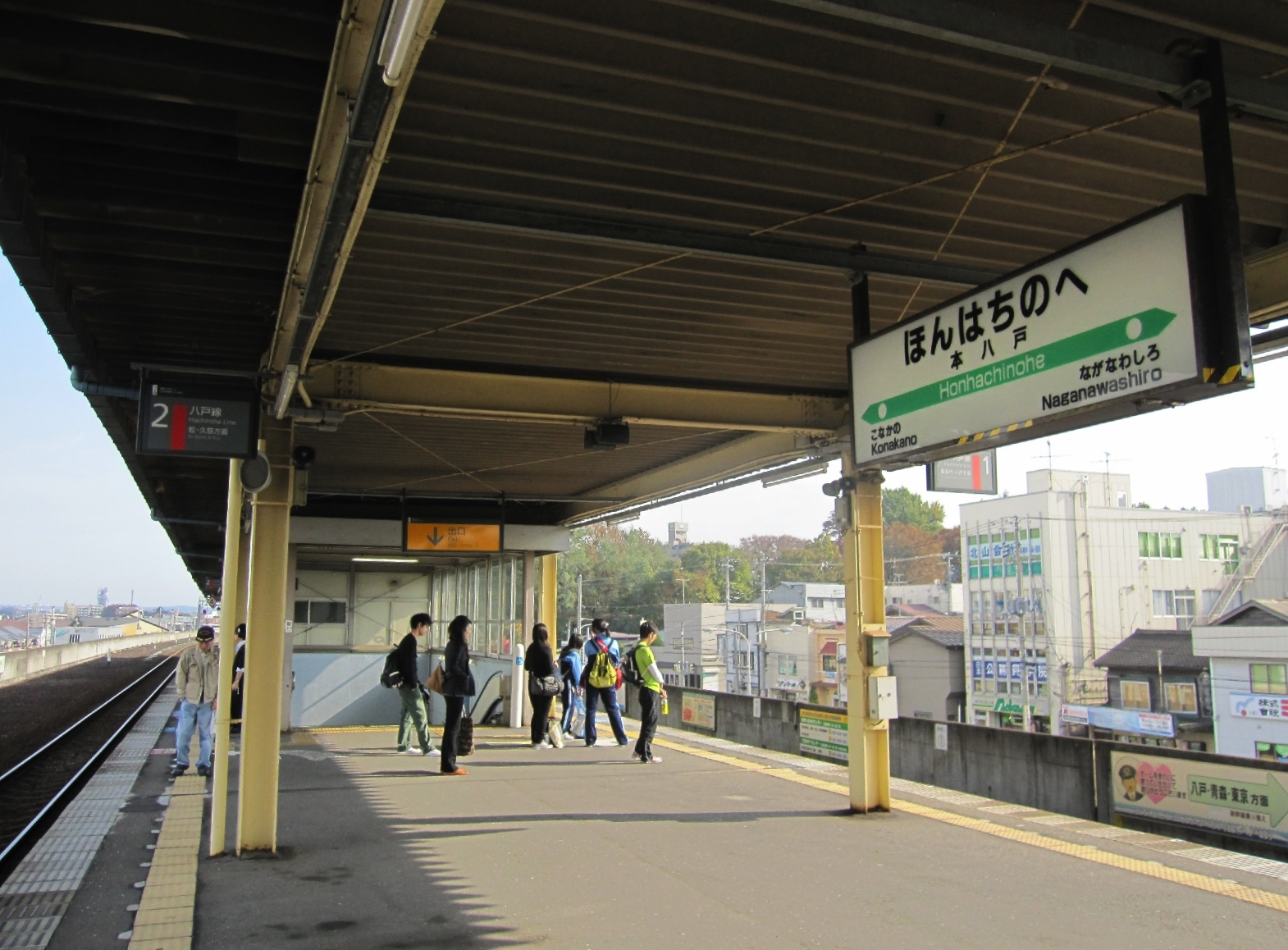
月台（2011年10月）

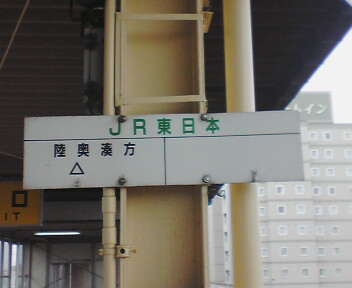
電氣路籤指示牌（2007年7月，現已撤走）

本八戶站（日语：／ Hon-Hachinohe eki */?）是位於青森縣八戶市內丸一丁目6番17號，東日本旅客鐵道（JR東日本）和日本貨物鐵道（JR貨物）的八戶線車站。

## 歷史
在1894年（明治27年），日本鐵道青森線支線開通之際，八之戶站啟用。在1907年（明治40年）改名為八戶站，現時的八戶站當時名為尻內站。在1971年（昭和46年）東北本線的轉乘站由尻內站改名為八戶站，而此站改名為本八戶站。
- 1894年（明治27年）1月4日：日本鐵道青森線支線八之戶站（日语：／）啟用[1]。該支線從尻內站（後來改名為八戶站）延伸至此站，當時為終點站，為一般車站。
- 1894年（明治27年）10月1日：路線延長至湊站[1]。
- 1906年（明治39年）11月1日：日本鐵道被國有化（日语：鉄道国有法），成為官設鐵道車站[1]。
- 1907年（明治40年）11月1日：車站改名為八戶站[1]。
- 1909年（明治42年）10月12日：制定路線名稱，成為八之戶線（後來改名為八戶線）所屬站[1]。
- 1944年（昭和19年）4月1日：本八戶至湊之間的旅客業務廢止，成為貨物支線。
- 1971年（昭和46年）
  - 2月1日：車站改名為本八戶站[1]。
    - 後來於4月1日，東北本線的尻內站改名為八戶站（第二代）[1]。

  - 10月1日 - 除了專用線到發外，結束貨物起卸業務。
- 1973年（昭和48年）10月11日：設置綠色窗口。
- 1977年（昭和52年）7月：車站高架化。
- 1985年（昭和60年）3月14日：前往湊站的貨物支線廢止[1]。結束行李起卸業務。
- 1987年（昭和62年）4月1日：伴隨國鐵分割民營化，車站由東日本旅客鐵道（JR東日本）和日本貨物鐵道（JR貨物）營運[2][1]。
- 2004年（平成16年）12月1日：第一次大規模改裝工程完成。
- 2005年（平成17年）
  - 10月：本八戶站至階上站之間使用特殊自動閉塞，不再使用電氣路籤。
  - 12月10日：隨著八戶線CTC化，此站管理陸奥湊站、鮫站、階上站（從前，此站只管理長苗代站和小中野站）。設置指定席售票機。
- 2006年（平成18年）6月：行走於此站至三澤站之間的運送石油至美軍基地的班次取消。
- 2007年（平成19年）4月1日：此站的「View Plaza八戶」由本八戶站長管理，並改名為「View Plaza本八戶站」，不再設有海外旅行服務。同時，「View Plaza八戶」旗下的「View Plaza八戶站」由八戶站長管理。
- 2008年（平成20年）7月1日：「View Plaza本八戶」銷售業務遷移至八戶站。
- 2014年（平成26年）6月30日：「View Plaza本八戸」結業。
- 2015年（平成27年）
  - 7月31日：第二次大規模改裝工程完成。
  - 12月1日：成為業務委託車站。廢除本八戶站長、助理。此站由八戶站長管理。

## 車站構造
此站是高架車站，設有1面2線的島式月台。此站以本八而知名，與八戶市中心市街地有一段距離，同時為該處最近的車站，因此有許多乘客使用此站。
此站是由八戶站管理的業務委託車站，委托了JR東日本東北綜合服務負責車站業務。此站曾經長久以來都是直營車站。在八戶線引入CTC後，此站管理八戶線青森縣部分車站（長苗代站至階上站之間）。從前此站設有View Plaza，後來此站的View Plaza功能遷移至八戶站內，使View Plaza營業主要業務由八戶站負責，而此View Plaza於2014年結業。
車站大樓位於高架橋下。大樓內設有綠色窗口（營業時間：早上5時30分至下午8時）、1台指定席售票機、2台自動售票機、候車室和NewDays（由JR東日本零售網絡營業）。
此站設有車站紀念章，若需使用，需要向檢票事務室職員提出。

### 月台
| 月台 | 路線    | 上下行 | 方向             |
| ---- | ------- | ------ | ---------------- |
| 1    | ■八戶線 | 上行   | 長苗代、八戶方向 |
| 2    | ■八戶線 | 下行   | 鮫、久慈方向     |

參考

## 貨物起卸
此站也是JR貨物的車站，為車載貨物臨時起卸車站。沒有定期貨運列車到發，沒有連接專用線。
在JR貨物設施中，於八戶市城下三丁目設有「本八戶站貨物起卸所」。在八戶線長苗代站至本八戶站之間設有分支，沿馬淵川北上500米，即可到達路線終端。但是，在2006年6月起沒有貨運列車到發，為暫停營業的狀態。曾經該路線在本八戶站分支，由於旅客車站高架化，分支點改在靠近長苗代站一方。該分支點視在本八戶站站內。在分支點前方設有場內信號燈（本八戶一方、貨物起卸所一方）。
在該貨物起卸所中，再沿馬淵川北上，設有青森縣營專用線。專用線終點站是八戶港。在該處設有美軍油庫。當時設有石油運送貨運列車，從該處前往三澤站。曾經該處設有出光興產、新日本石油（現時：JXTG能源）、科斯莫石油和日本鑛業（現時：JXTG能源）的八戶油庫專用線。為海運與陸運石油輸送的據點。另外也設有大平洋金屬八戶製作所的專用線。

## 利用状況

### 旅客
根據「JR東日本」，2019年度（令和元年度）1日平均乘車人次為1,154人。
| 乘車人次變化       | 乘車人次變化     | 乘車人次變化    |
| 年度               | 1日平均 乘車人次 | 參考資料        |
| ------------------ | ---------------- | --------------- |
| 2000年（平成12年） | 1,841            | [ 利用客数 2 ]  |
| 2001年（平成13年） | 1,787            | [ 利用客数 3 ]  |
| 2002年（平成14年） | 1,730            | [ 利用客数 4 ]  |
| 2003年（平成15年） | 1,625            | [ 利用客数 5 ]  |
| 2004年（平成16年） | 1,529            | [ 利用客数 6 ]  |
| 2005年（平成17年） | 1,520            | [ 利用客数 7 ]  |
| 2006年（平成18年） | 1,458            | [ 利用客数 8 ]  |
| 2007年（平成19年） | 1,516            | [ 利用客数 9 ]  |
| 2008年（平成20年） | 1,507            | [ 利用客数 10 ] |
| 2009年（平成21年） | 1,443            | [ 利用客数 11 ] |
| 2010年（平成22年） | 1,357            | [ 利用客数 12 ] |
| 2011年（平成23年） | 沒有發布         |                 |
| 2012年（平成24年） | 1,260            | [ 利用客数 13 ] |
| 2013年（平成25年） | 1,236            | [ 利用客数 14 ] |
| 2014年（平成26年） | 1,203            | [ 利用客数 15 ] |
| 2015年（平成27年） | 1,188            | [ 利用客数 16 ] |
| 2016年（平成28年） | 1,164            | [ 利用客数 17 ] |
| 2017年（平成29年） | 1,171            | [ 利用客数 18 ] |
| 2018年（平成30年） | 1,157            | [ 利用客数 19 ] |
| 2019年（令和元年） | 1,154            | [ 利用客数 1 ]  |

### 貨物
在2005年度（平成17年度），發送貨物為8,800公噸，到達貨物為2,220公噸

## 車站周邊

### 北出口
- 官廳、公共設施
  - 青森縣警察（日语：青森県警察）八戶警署（日语：八戸警察署）
- 商業設施
  - 海鷗鎮（站中）（站大廈）（高架橋下） - 由JR東日本集團下的JR東日本東北綜合服務（日语：JR東日本東北総合サービス）營運。設有美食廣場的坐位。在周邊設有NEWDAYS、蕎麥麵·烏冬店、咖啡廳、麵包店、糖果店和青森銀行ATM等。在2004年12月1日，車站進行了第一次大規模改裝工程[5]。在2015年7月31日，車站進行了第二次大規模改裝工程[6][7]。
  - 鶴羽藥局（日语：ツルハドラッグ）本八戶站前店
  - AEON Town八戶城下（舊八戶城下購物中心）
    - MaxValu（日语：イオン東北）戶城下店
    - ASBee fam. 八戶城下店
- 住宿施設
  - Select Inn酒店本八戶站前（舊Kent酒店八戶）
  - Route Inn（日语：ホテルルートイン）本八戶站前
  - 珍珠城酒店（日语：ホテルマネージメントインターナショナル）八戶（舊休斯頓酒店）
  - 海洋城堡酒店
- 餐廳等
  - 合同酒精（日语：オエノンホールディングス）八戶工場（釀造「南部藏 富貴」）
    - 神谷酒莊（日语：シャトーカミヤ）八戶（精釀啤酒工場）（曾經設有啤酒餐廳）
- 主要企業
  - 八戶通運（日语：八戸通運）總部（日本通運集團）
  - 一野邊製麵包（日语：一野辺製パン）八戶工場 (現時已經拆毀)
  - HI-NET（日语：ハイネット）
- 傳媒
  - Daily東北新聞社（日语：デーリー東北）總部
- 郵局
  - 八戶郵局（日语：八戸郵便局）（郵局內設有郵貯銀行八戶店）
  - 本八戶站內郵局
- 金融機構
  - 青森銀行城下分店
  - 青森信用金庫（日语：青い森信用金庫）本八站前分店（舊・八戶信金（日语：八戸信用金庫）店）
  - 飛鳥信用組合（日语：あすか信用組合）八戸分店（沒有ATM）
- 教育機構
  - 青葉保育園
- 道路
  - 國道45號八戶繞道（日语：八戸バイパス）

### 南出口
- 官廳、公共設施
  - 八戶市廳（日语：八戸市役所）（市政廳）
  - 八戸警署（日语：八戸警察署）中央派出所
  - 八戶市公會堂（日语：八戸市公会堂）
  - 八戶商工會議所
  - 八戶市美術館（日语：八戸市美術館）
  - 三八城公園（日语：三八城公園） - 八戶城本丸遺蹟的公園。
  - 南部會館（八戶城角御殿表門）
  - 長根綜合運動公園
- 商業設施
  - 八戶市中心市街地（日语：八戸市中心市街地）
    - 櫻野百貨店（日语：さくら野東北）八戶店
- 住宿設施
  - 山正食堂旅館
  - 本八戶站前旅館
  - 八戸廣場酒店
  - 八戶場酒店
- 宗教設施
  - 三八城神社
  - 龍神社
- 餐廳
  - 八戶屋台村「三六橫丁（日语：みろく横丁）」
- 傳媒
  - 八戶電視放送（日语：八戸テレビ放送）（有線電視）
  - Be FM（日语：ビーエフエム）（社區廣播（日语：コミュニティ放送局））
- 郵局
  - 八戶中央通郵局
  - 八戶常泉下郵局
  - 八戶荒町郵局
- 金融機構
  - 青森銀行八戶分店
  - 岩手銀行八戶營業部
  - 秋田銀行八戶分店
  - 東北銀行 (日本)八戶分店
  - 商工組合中央金庫（日语：商工組合中央金庫）（商工中金）八戶分店
- 道路
  - 青森縣道23號本八戶停車場線（日语：青森県道23号本八戸停車場線） （連接本八戶站和八戶市中心市街地（日语：八戸市中心市街地）的本八坂）
  - 青森縣道1號八戶階上線（日语：青森県道1号八戸階上線）
  - 青森縣道·岩手縣道11號八戶大野線（日语：青森県道・岩手県道11号八戸大野線）（舊國道45號）
  - 青森縣道251號妙賣市線（日语：青森県道251号妙売市線）（舊國道45號）
  - 國道340號（日语：国道340号）（舊國道45號）

## 巴士路線
此地區的巴士據點是在車站向南步行10分鐘的八戶中心街總站，詳情參見該條目。

### 高速巴士
- 南部巴士（日语：南部バス）（岩手縣北自動車（日语：岩手県北自動車）南部分社）
  - 海貓號（日语：うみねこ号） 前往仙台站（日语：仙台駅のバス乗り場）東出口（與十和田觀光電鐵聯營）
  - 八盛號 前往盛岡巴士中心（日语：盛岡バスセンター）（經盛岡站西出口（日语：盛岡駅バスターミナル））
  - MICHINORI EXPRESS 前往川崎站（經Busta新宿）
- 弘南巴士（日语：弘南バス）
  - 朳號 前往Busta新宿 ※季節性服務

### 機場連接巴士
- 十和田觀光電鐵
  - 前往三澤機場（經三澤站、三澤市政廳前）
    - 巴士站位於北出口正面步行約3分鐘的東北建築服務（株）前道路上。不駛入站前。

### 一般巴士路線
- 八戶市營巴士（日语：八戸市営バス）
  - 中心街（日语：八戸中心街ターミナル）方向
    - ■[F1] 前往大杉平巴士中心（日语：八戸市営バス大杉平バスセンター）（經十六日町）
    - □[C5] 中心街（八日町）（日语：八戸中心街ターミナル）
    - ■[A3] 前往旭丘營業所（日语：八戸市営バス旭ヶ丘営業所）（經館花下）
    - ■[S30] 前往旭丘營業所（經吹上、市民醫院（日语：八戸市立市民病院））
    - ■[A34] 前往工業大學（日语：八戸工業大学）
    - ■[J40] 前往是川團地（經吹上、中居林、齋場前 <部分經東十日市>、商業高校（日语：青森県立八戸商業高等学校））

  - 郊外方向
    - ■[P8] 前往Lapia（日语：八戸ラピア） <巴士中心> （經郵局通、工業高校前、Lapia）
    - ■[P51] 前往舟見町 <Lapia> （經郵局通、工業高校前、Lapia）
    - ■[H58] 前往多賀台團地（經八太郎、三菱製紙前、濱市川<部分為「循環」班次>）
    - ■[H59] 前往銀診所（經八太郎、小田）
    - ■[H55] 前往河原木團地（南出口）（經八太郎、小田前）
    - [170日圓巴士] 市內循環線（沼館一丁目、交響樂廣場（日语：シンフォニープラザ沼館）、PiaDo（日语：ピアドゥ）、Lapia方向）
- 南部巴士（岩手縣北自動車南部分社）
  - 中心街方向
    - ■[F4] 前往八戶營業所（日语：南部バス八戸営業所） <二家>（經十六日町）
    - ■[J42] 前往是川團地 <分所前>（經吹上、中居林、是川繩文館<只限部分班次>、繩文學習館前、是川分所前）
    - ■[T60] 前往八戶站（渡輪碼頭出發→司法中心前，經田面木）[注 1]
    - ■[S100] 前往階上廳舎（經吹上、市民醫院、工業大學前、石之鉢）
    - ■[S102] 前往階上中學（經吹上、市民醫院、工業大學前、階上廳舍）
    - ■[S103] 前往階上（循環線：經吹上、市民醫院、階上廳舍）
    - ■[F111] 前往市之澤（經十六日町、二家、泥障作、道之驛南鄉（日语：道の駅なんごう (青森県)））
    - ■[F116] 前往市之澤→輕米（經十六日町、二家、泥障作、道之驛南鄉、西里）
    - ■[J112] 前往荒谷 <島守> （經吹上、中居林、是川繩文館<只限部分班次>、繩文學習館、是川分所前、島守）
    - ■[J120] 前往大野（日语：陸中大野駅）（經吹上、中居林、兒童之國前、水野、田代）

  - 郊外方向
    - ■[P8] 前往Lapia（經郵局通、工業高校前）
    - ■[P8] 前往PiaDo、Lapia（經城下一丁目、年金事務所前、James前）
    - 銀渡輪（日语：川崎近海汽船）穿梭巴士 （直行）前往渡輪碼頭（日语：八戸港#定期旅客航路（フェリー））[注 2]
- 燕的士
  - 前往AEON Mall下田（日语：イオンモール下田）的穿梭巴士
    - 巴士站位於「Select Inn酒店本八戶站前」附近，不駛入站前。

## 相鄰車站
東日本旅客鐵道（JR東日本）
■八戶線
長苗代－本八戶－小中野

### 曾經存在的路線
日本國有鐵道
八戶線貨物支線
本八戶－湊

## 注腳

### 使用狀況
1. 1 2  . 東日本旅客鐵道.   [2020-07-16]. （原始内容存档于2020-07-11） （日语）.
2. ↑  . 東日本旅客鐵道.   [2018-03-05]. （原始内容存档于2019-03-27） （日语）.
3. ↑  . 東日本旅客鐵道.   [2018-03-05]. （原始内容存档于2019-03-27） （日语）.
4. ↑  . 東日本旅客鐵道.   [2018-03-05]. （原始内容存档于2019-03-27） （日语）.
5. ↑  . 東日本旅客鐵道.   [2018-03-05]. （原始内容存档于2019-03-27） （日语）.
6. ↑  . 東日本旅客鐵道.   [2018-03-05]. （原始内容存档于2019-03-27） （日语）.
7. ↑  . 東日本旅客鐵道.   [2018-03-05]. （原始内容存档于2019-03-27） （日语）.
8. ↑  . 東日本旅客鐵道.   [2018-03-05]. （原始内容存档于2019-03-27） （日语）.
9. ↑  . 東日本旅客鐵道.   [2018-03-05]. （原始内容存档于2019-04-02） （日语）.
10. ↑  . 東日本旅客鐵道.   [2018-03-05]. （原始内容存档于2019-03-27） （日语）.
11. ↑  . 東日本旅客鐵道.   [2018-03-05]. （原始内容存档于2019-03-27） （日语）.
12. ↑  . 東日本旅客鐵道.   [2018-03-05]. （原始内容存档于2019-03-27） （日语）.
13. ↑  . 東日本旅客鐵道.   [2018-03-05]. （原始内容存档于2018-10-26） （日语）.
14. ↑  . 東日本旅客鐵道.   [2018-03-05]. （原始内容存档于2016-04-04） （日语）.
15. ↑  . 東日本旅客鐵道.   [2018-03-05]. （原始内容存档于2019-03-27） （日语）.
16. ↑  . 東日本旅客鐵道.   [2018-03-05]. （原始内容存档于2019-03-23） （日语）.
17. ↑  . 東日本旅客鐵道.   [2018-07-07]. （原始内容存档于2017-07-29） （日语）.
18. ↑  . 東日本旅客鐵道.   [2018-07-07]. （原始内容存档于2018-07-06） （日语）.
19. ↑  . 東日本旅客鐵道.   [2019-07-20]. （原始内容存档于2019-07-05） （日语）.

## 外部連結
- 車站資訊（本八戶）：東日本旅客鐵道（日語）
- 海鷗鎮資訊 （页面存档备份，存于）（日語）（James株式會社）